# Simson SR4-4
Simson SR4-4 Habicht – czwarty, ostatni model Simsona z serii SR4. Nazwa tego Simsona w tłumaczeniu znaczyła jastrząb.
Simson ten to następca SR4-3, jednak jego silnik bardziej przypomina ten z SR4-2. Ponownie zamontowano w nim silnik chłodzony dmuchawą, jednak nieco zmodyfikowany – posiadał 4-biegową skrzynię biegów z modelu SR4-3. Było wiele innowacji z tego modelu, np. kompletne podwozie, hydrauliczne amortyzatory, chłodzenie dmuchawą czy nawet cewki zapłonowe. Bak w każdej wersji był inny i tak samo w tym modelu – poprzez wydłużenie siedzenia został nieco poszerzony i powiększył się do 11l. Simson ten był w jednej wersji, oprócz wersji eksportowej – Star De Luxe. Przez ograniczenie prędkości do 60 km/h Habicht był rejestrowany już jako motorower i sprzedawał się znakomicie. Na rynek wprowadzono go w 1972 roku, a produkcję zakończono w 1975 roku, jednak pomimo tak krótkiego okresu produkcji, SR4-4 został jednym z popularniejszych Simsonów.

## Modele Simsona SR4-4
- SR4-4 (1972-1975, 77 200 sztuk) – jedyna wersja modelu SR4-4, wyposażenie jak w poprzedniku

## Podstawowe dane techniczne
- Silnik spalinowy – dwusuwowy, jednocylindrowy typ M54/11 KFL
- Moc – 2,5 kW (3,4 KM) przy 5750 obr./min
- Moment obrotowy – 4,4 Nm przy 5000 obr./min
- Zużycie paliwa – 2,8l/100km
- Prędkość maksymalna – 60 km/h
- Średnica cylindra 40 mm
- Skok tłoka 39,5 mm
- Skrzynia biegów o 4 przełożeniach
- Przeniesienie napędu – łańcuch
- Instalacja elektryczna 6 V
- Hamulce – bębnowe
- Masa – 78,5 kg